# Isabelle Cornish
Isabelle Cornish (Lochinvar, 22 luglio 1994) è un'attrice e modella australiana.

## Carriera
Nata e cresciuta in una fattoria nel Nuovo Galles del Sud, Cornish è figlia di Barry, un posatore di pavimenti, e Shelley Cornish. È sorella minore di Abbie, anche lei attrice. Isabelle comincia la sua carriera lavorando come modella e prendendo parte a pubblicità televisive. Nel 2011 ottiene il suo primo ruolo da attrice, prendendo parte a un episodio della serie televisiva Rescue Special Ops. Nel 2012 ottiene notorietà partecipando alla soap opera Home and Away nel ruolo di Christy Clarke. Tra il 2012 e il 2014 è tra i protagonisti della serie televisiva Puberty Blues. La Cornish, che lavora anche come modella, rappresentata da Chic Management, nel 2013 è stata nominata "Vegetariana australiana più sexy dell'anno" dalla PETA. Nel 2017 entra nel cast della serie televisiva del Marvel Cinematic Universe Inhumans nel ruolo di Crystal.

## Filmografia

### Cinema
- Arc, regia di Max Doyle (2012) - cortometraggio
- Australia Day, regia di Kriv Stenders (2017)

### Televisione
- Rescue Special Ops – serie TV, 1 episodio (2011)
- Dance Academy – serie TV, 2 episodi (2012)
- Home and Away – serie TV, 6 episodi (2012)
- Sea of Fire – film TV (2014)
- Puberty Blues – serie TV, 17 episodi (2012-2014)
- Inhumans – serie TV, 8 episodi (2017)